# Góry Połabskie

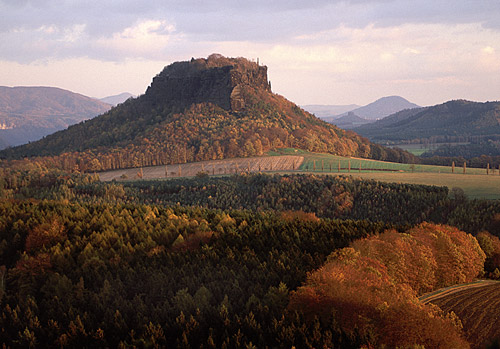
Góry Połabskie w okolicy wzniesienia Lilienstein

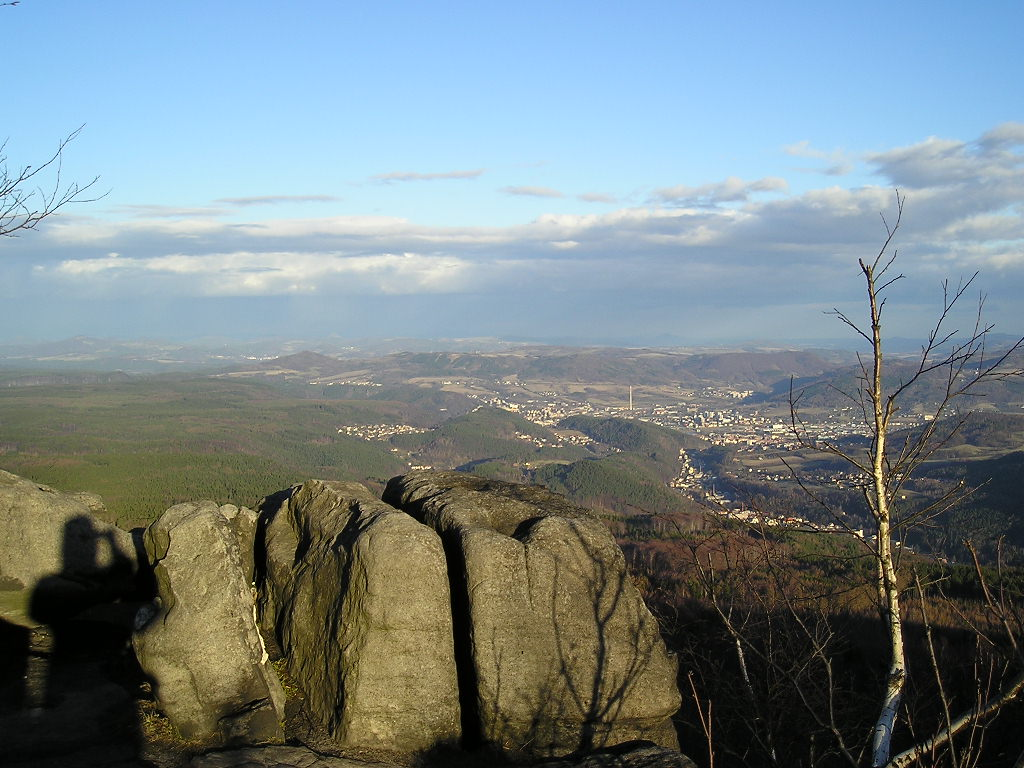
Góry Połabskie w okolicy Děčína

Góry Połabskie (cz. Děčínská vrchovina, niem. Elbsandsteingebirge) – pasmo górskie w Czechach i Niemczech, będące częścią Wyżyny Rudawskiej.

## Położenie
Góry Połabskie położone są w północno-zachodnich Czechach (kraj ustecki) i południowo-wschodnich Niemczech (Saksonia). Rozciągają się między  Rudawami na zachodzie i Górami Łużyckimi na wschodzie oraz Czeskim Średniogórzem na południu, aż poza granicę z Niemcami na północy, gdzie swym zasięgiem obejmuje Saską Szwajcarię.

## Charakterystyka
Góry Połabskie z geomorfologicznego punktu widzenia stanowią część Wyżyny Rudawskiej. Specyficzną cechą gór są liczne skupiska form skalnych: pionowe ściany, baszty, iglice, wąwozy, szczeliny, głębokie doliny, kaniony, skalne miasta i wąskie tarasy skalne, oraz bazaltowe wzniesienia w kształcie stożków o wyspowym charakterze, położone na rozległej płycie zbudowanej ze skał osadowych: piaskowców i margli, w której sieć dolin rzecznych utworzyła system odrębnych masywów o charakterystycznym krajobrazie dla gór płytowych. Powierzchnia regionu w przeszłości praktycznie nie była zasiedlona, w związku z czym obecnie bioregion w większości pokrywa las. Lasy tworzy kultura drzew iglastych, są to w większości suche bory sosnowe na skałach. Mniejszą część zajmują tereny bezleśne, gdzie "pierwotne" łąki i pastwiska mają wyrównany poziom z wprowadzoną agrocenozą.

## Podział
Pod względem krajobrazowym na obszarze Gór Połabskich wydziela się:
- Děčínské stěny
- Tiské stěny
- Sněžnická hornatina
- Růžovská hornatina
- Jetřichovické stěny
- Szwajcarię Saksońską

## Rozwój budowy geologicznej
Skały tworzące Góry Połabskie powstały około 100 mln lat temu. W mezozoiku, w późnej kredzie, kiedy wody morskie pokrywały ten teren, osadziły się osady piaszczyste, podrzędnie ilaste i ilasto-węglanowe, o grubości kilkuset metrów.
Po ustąpieniu morza, w wyniku procesów diagenetycznych, nagromadzone osady przekształciły się w skały osadowe: piaskowce oraz margle (skały ilasto-wapienne). Kilkadziesiąt milionów lat później, wskutek działalności wulkanicznej na sąsiednim Czeskim Średniogórzu, warstwy piaskowca zostały zaburzone przez załamania i spękania. W wielu miejscach nastąpiło przełamanie pierwotnie jednolitej płyty piaskowcowej na kry, które następnie zostały przebite przez kominy wulkaniczne. W niektórych miejscach lawy wypłynęły na powierzchnię ziemi, gdzie indziej zastygły w obrębie piaskowców, pod ziemią, w formie neków.
Przez następne miliony lat rzeźba krajobrazu była kształtowana przez siły erozyjne. W wyniku tych procesów, ponieważ szybciej ulegały zniszczeniu skały osadowe niż bardziej odporne bazalty, na powierzchni płyty powstały odosobnione stożkowe wzniesienia. W wyniku procesów erozyjnych istniejące w płycie piaskowca pęknięcia zostały stopniowo coraz bardziej poszerzane i przekształciły się w rozległe szczeliny i wąwozy oddzielające samotnie stojące wieże oraz przeróżne formy skalne.

## Krajobraz

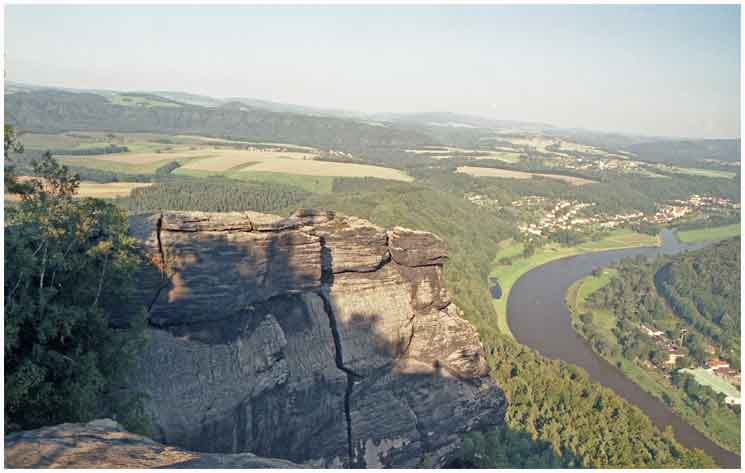
Góry Połabskie, krajobraz po niemieckiej stronie – widok z Liliensteinu

Góry Połabskie przedstawiają krajobraz niskich gór, z niezwykle różnorodną rzeźbą terenu. Powierzchnia jest pofałdowana z niewielkimi wzniesieniami. Występują tu niewielkie doliny i głębokie kaniony. Rzeźbę masywu kształtują wyniesione szczyty o wyraźnych stożkowych kształtach, powstałych w wyniku wzmożonej działalności wulkanicznej. Najwyższe wzniesienia nie przekraczają 750 metrów n.p.m. Wzniesienia mimo niewielkich wysokości mają strome zbocza. Krajobrazowo jest to teren bardzo urozmaicony o znacznych kontrastach, obok zurbanizowanych dolin wyrastają strome, zalesione wzniesienia oraz pionowe piaskowcowe ściany skalne. Większość obszaru, w których położone są wzniesienia, zajmują lasy. Krajobraz częściowo przeobrażony, o znacznie zurbanizowanych obrzeżach. Pierwotny charakter krajobrazu w większości został zachowany.

## Roślinność
Rośnie tu cenna i niezwykła roślinność na niewielkich powierzchniach na małych wysokościach nad poziomem morza występują gatunki roślin zimnolubnych, a na wyżej położonych skałach wystających ponad las, występują podgórskie i górskie rośliny ciepłolubne. Resztki pierwotnego drzewostanu zachowały się na niedostępnych skałach oraz na szczytach niektórych wzniesień stożkowych pochodzenia wulkanicznego.

## Wody
Góry Połabskie należą do zlewiska Morza Północnego, położone są w dorzeczu Łaby. Największą rzeką jest Łaba, zbierająca wraz ze swoimi dopływami wody z obszaru gór.

## Ważniejsze wzniesienia
- Děčínský Sněžník (723 m n.p.m.) – najwyższy szczyt Gór Połabskich
- Růžovský vrch (619 m n.p.m.) – najwyższe wzniesienie narodowego parku Czeska Szwajcaria (czes. NP České Švýcarsko)
- Großer Zschirnstein (562 m n.p.m.) – najwyższy szczyt Saskiej Szwajcarii

## Ochrona Przyrody
Na obszarze Gór Połabskich w celu ochrony przyrody utworzono:
Parki narodowe
- Park Narodowy Czeska Szwajcaria czes. Národní park České Švýcarsko
- Park Narodowy Szwajcaria Saksońska niem. Nationalpark Sächsische Schweiz

Obszar chronionego krajobrazu
- Obszar chronionego krajobrazu Łabskie Piaskowce czes.CHKO Labské pískovce

Rezerwaty przyrody
- NPR Růžák – stożkowe wzniesienie pochodzenia wulkanicznego z lasem mieszanym i ciepłolubną roślinnością.
- PR Arba – mokradła z roślinnością wilgociolubną.
- PR Babylon – skalne labirynty z sosnowym drzewostanem. Jest to miejsce o dużej wartości geomorfologicznej.
- PR Čabel – z lasem i roślinnością kwitnącą typową dla tego zespołu.
- PR Pavlínino údolí – dolina rzeczna o dużej wartości geomorfologicznej.
- PR Ponova louka – z buczyną i ciepłolubną roślinnością.
- PR Stará Oleška – obejmujący część stawu z wilgociolubną roślinnością i przybrzeżną roślinnością rosnącą na podmokłej łące.
- PR Pekelský důl – wielka kwiecista łąka ze storczykami kukułka (stoplamek szerokolistny).
- PR Za pilou – łąka z dużą ilością flory wodnej.
- PR Pod lesem – wielka kwiecista łąka z roślinnością fauną wodną. Występuje tam storczyk kukułka (stoplamek szerokolistny).

pomniki przyrody
- NPP Pravčická brána – najwyższy naturalny most skalny w Europie.
- PP Meandry Chřibské Kamenice – naturalne meandry rzeki na dł. ok. 700 m oraz oddziaływanie meandrującej rzeki na przyległy teren.
- PP Nad Dolským mlýnem – z rośliną bagno zwyczajne.

## Atrakcyjne miejsca
- Děčínský Sněžník – wieża widokowa na wzniesieniu
- Pravčická brána – naturalna forma skalna, most skalny
- Edmundova soutěska, Divoká soutěska – kanionowate przełomy na rzece Kamenice
- Hřensko – miasto nad Łabą i Kamenice
- Tiské stěny – ciekawe formy skalne
- Jetřichovice – śródgórska, miejscowość letniskowa o ciekawej i zabytkowej architekturze
- Rudolfův kámen, Vilemínina stěna, Mariina skála – ciekawe formy skalne